# Sorani
Sorani  (سۆرانی, Soranî; är ett kurdiskt språk eller dialekt inom den iranska språkgruppen. Den talas i Irak, huvudsakligen i Irakiska Kurdistan, samt i delar av provinserna Kordestan, Kermanshah och Västazarbaijan i nordvästra Iran. Sorani är ett av de två officiella språken i Irak, tillsammans med arabiska, och refereras i politiska dokument som "kurdiska".
Termen sorani, efter namnet på det forna Soran-emiratet, används speciellt för att referera till en skriven standardiserad form av centralkurdiskan skriven i en särskild form av perso-arabiska alfabetet som skapades på 1920-talet av Se'îd Kaban Sidqî och Taufiq Wahby. Enligt David Neil MacKenzie, är den skrivna standardiserade versionen av centralkurdiskan baserad på Sulaymaniyya-dialekten och influerad fonologiskt av Pîjdar- och Mukriyanî-dialekterna.

## Historia
Osmanska riket skapade en gymnasieskola (Rushdiye) i Sulaymaniyya, där de utexaminerade kunde åka till Istanbul för att fortsätta sina studier där. Detta tillät sorani, som talades i Sulaymaniyya, att successivt ersätta Hewrami-dialekten som det litterära språket.
Sedan Baathregimens fall i Irak har det funnits fler möjligheter att publicera verk på kurdiska i Irak än i något annat land i världen på sistone. Som resultat har centralkurdiska blivit den dominerande skrivna formen av kurdiska.

## Alfabet
Centralkurdiska skrivs vanligtvis med en modifierad variant av det persiska alfabetet, till skillnad från den andra kurdiska dialekten, nordkurdiska som vanligtvis skrivs med det latinska alfabetet.
Men under det senaste decenniet[när?] har användandet av det latinska alfabetet för sorani i irakiska Kurdistan ökat på officiell TV.

## Demografi
Den exakta siffran på antal talare av centralkurdiska är svår veta, men det är allmänt trott att sorani talas av ca 6 till 7 miljoner människor i Irak och Iran. Det är den mest utbredda dialekten av kurder som bor i Iran och Irak. I synnerhet talas den av:
- Cirka 3 miljoner kurder i Iran. Ligger söder om Urmiasjön som sträcker sig ungefär till utsidan av Kermanshah.[förtydliga]
- Cirka 3 miljoner kurder i Irak, inklusive Soranklanen. De flesta kurder som talar dialekten finns i provinserna Erbil (Hewlêr) Sulaymaniyya (Silêmanî), Kerkuk och Diyala.

## Dialekter
Följande innefattar de traditionella interna varianterna av sorani. Men numera, på grund av omfattande media och kommunikation, betraktas de flesta som dialekter av standardsorani:
- Mukriyani, talas söder om Urmiasjön med Mahabad som centrum, inklusive städerna Piranshahr, Bokan, Sardasht, Oshnavie och de kurdisktalande delarna av Naghadeh och Miandoab. Denna region är traditionellt känd som Mukriyan.
- Ardalani, talas i städerna Sanandaj, Marivan, Kamyaran, Divandarreh och Dehgolan i Kordestan-provinsen och de kurdisktalande delarna av Tekab och Shahindej i Västra Azerbaijan-provinsen. Denna region är traditionellt känd som Ardalan.
- Garmyani, i och runtom Kirkuk
- Hawleri, talas i och runtom staden Erbil (Hewlêr) i irakiska Kurdistan. Dess huvudsakliga skillnaden är ändringen av konsonanten /l/ till /r/ i många ord.
- Babani, talas i och runt staden Sulaymaniyya i Irak och i städerna Saghez och Baneh i Iran.
- Jafi, talas i städerna Javanroud, Ravansar och i vissa byar runt Sarpol-e Zahab och Paveh.

## Som ett officiellt språk
Ett förslag gjordes för att göra sorani till det officiella språket i Kurdistans regionala regering. Denna idé har förordats av vissa soranitalande kurder samtidigt som den gjort kurmanjitalande kurder besvikna.

## Grammatiska drag
Det finns inga pronomen som skiljer mellan maskulint och feminint och inga verbböjningsformer för att signalera kön.